# 히든 어젠더 (2001년 영화)
히든 어젠더(Hidden Agenda)는 캐나다에서 제작된 마크 S. 그렌니어 감독의 2001년 액션, 스릴러 영화이다. 돌프 룬드그렌 등이 주연으로 출연하였고 시몬 도턴 등이 제작에 참여하였다.

## 출연

### 주연
- 돌프 룬드그렌
- 맥심 로이

### 조연
- 브리짓 파케트
- 크리스티안 폴

## 제작진
- 배역: 앤드리아 케년